# Norbert Maria Schachinger
Norbert Maria Schachinger (* 9. Februar 1897 in Bad Hall; † 9. November 1974 in Kremsmünster) war ein römisch-katholischer Geistlicher, Benediktiner und Ordensgründer.

## Leben und Werk

### Jugend und Kriegsdienst
Josef Schachinger, Sohn eines Schuhmachermeisters und einer Mutter, die das Priestertum auch für Frauen beanspruchte, besuchte ab 1909 (auf Betreiben und mit Unterstützung des Ortspfarrers) das Stiftsgymnasium Kremsmünster. 1915 meldete er sich freiwillig zum Kriegsdienst, machte 1917 Kriegsabitur, wurde wegen Verwundung felddienstuntauglich und verließ im Januar 1918 die Armee als Oberleutnant.

### Benediktiner und Mitglied im Weißen Kreuz
Gleichzeitig wurde er auf die Missionsgesellschaft vom Weißen Kreuz Max Josef Metzgers aufmerksam, die das Laienapostolat betonte, und schloss sich ihr an. Im Juni 1918 trat er mit zwei Kriegskameraden in das Benediktinerkloster Stift Kremsmünster ein. Dort wurde er am 10. Dezember 1918 als Benediktiner eingekleidet. Er nahm den Ordensnamen Norbert (nach Norbert von Xanten) an, später auch Norbert Maria, in Abgrenzung zum Prämonstratenserabt von Stift Schlägl Norbert Schachinger (1842–1922). Gleichzeitig trug er im Weißen Kreuz vorübergehend den Namen Bruder Eberhard. Im Dezember 1919 legte er die zeitliche Profess als Benediktiner ab (feierliche Profess 1922), studierte bis 1923 Theologie im Stift Sankt Florian und wurde im Juni 1923 in Linz zum Priester geweiht.

### Entdeckung des Oblatentums
Während eines Genesungsaufenthaltes in Meran (von 1923 bis 1925) erfuhr er von der Existenz der Orden des „gottgeweihten Seins mitten in der Welt“. Im Zwiespalt zwischen seiner Benediktinerberufung und dem von seinem benediktinischen Kloster abgelehnten Weißen Kreuz zeichnete sich hier eine Lösung ab, nämlich das benediktinische Oblatentum als Träger der Apostolatsidee des Weißen Kreuzes. Hinzu kam einerseits, dass Papst Pius XI. das Laienapostolat seit 1922 in den Vordergrund hob, und andererseits, dass Schachingers Linzer Bischof Johannes Maria Gföllner seinen Austritt aus dem Weißen Kreuz forderte.

### Gründung der Caritasoblaten
Zusammen mit Pater Erenbert Schächer (1900–1974) gründete er deshalb 1926 in Kremsmünster die Caritasoblaten vom hl. Benedikt (in Wahrheit ausschließlich Oblatinnen) mit dem Ziel der „Weckung und Verankerung der Caritasidee im gläubigen Volke sowie der Bereitstellung freiwilliger beruflicher Hilfskräfte für die Werke der dienenden Liebe, insbesondere für die Gewinnung Fernstehender und Abgefallener“ (Statuten, § 2). Ab sofort kämpften 12 Frauen, vor allem in den Vororten von Linz, gegen die Not der Zeit. Rasch kam es zu einer Dreiteilung der Oblaten in berufliche Schwestern (auch: Pfarrschwestern), außerberufliche Schwestern und Unterstützer. Ende 1930 gab es 12 berufliche, 22 außerberufliche und 200 Unterstützeroblaten. Die Caritasoblaten wurden 1930 vom Bischof von Linz zu einer geistlichen Genossenschaft erhoben, galten aber als „Dienstmädchenverein“, weil für einfache Leute (Arbeiterinnen und Dienstmädchen) gegründet.

### Das Exerzitienheim Subiaco
Um den Plan eines Exerzitienheims realisieren zu können, reiste Schachinger vom Mai 1929 bis August 1931 zu einer Betteltour in die Vereinigten Staaten (zu Hause vertreten durch Pankraz Stollenmayer). Das Heim wurde in kürzester Zeit in Kremsmünster gebaut und im Oktober 1932 auf den Namen Subiaco (nach der Einsiedlerhöhle, in der Benedikt von Nursia drei Jahre verbrachte) geweiht. 2016 musste es aufgegeben werden und ging an eine neue benediktinische Gemeinschaft über.

### Der Weg zur Steinkirchener Ordensgemeinschaft
Von 1938 bis 1940 waren die Oblatenschwestern als Folge einer selbstherrlichen Initiative Schachingers eingegliederter Teil der Gemeinschaft Caritas Socialis und entsprechend eingekleidet (nachdem sie bis dahin Zivilkleidung getragen hatten). Dann kam es mangels harmonischer Verbindung wieder zur Trennung. Sieben Oblatenschwestern blieben in der Caritas Socialis, 13 Schwestern der Caritas Socialis traten zu den Oblatenschwestern über, die nach dem Vorbild der Missions-Benediktinerinnen von Tutzing in eine Ordensgemeinschaft umgewandelt wurden. Daneben gab es die (alleinlebenden) Schwestern des Einsamen Weges (später: Schwestern der Seelsorgehilfe) und die Oblatengemeinschaft der Weltoblatinnen. 1944 bestand die klösterliche Familie aus 147 Oblaten, davon 46 in der Schwesternschaft (29 mit Profess, 12 Novizinnen und 5 Postulantinnen). Diese nannte sich zuerst „Schwestern von Subiaco“, ab 1947 „Schwestern des Unbefleckten Herzens Mariä von Subiaco“ (mit bereits 80 Schwestern), ab 1949 (mit Erlaubnis Roms kirchlich errichtet) „Kongregation der Benediktinerinnen des Unbefleckten Herzens Mariä von Subiaco“. Da das Haus Subiaco für die vielen Neuzugänge nicht ausreichte, wechselte die Gemeinschaft 1950 in den umgebauten Pfarrhof von Steinerkirchen an der Traun (15 km westlich von Kremsmünster), wo Schachinger zum Pfarrer ernannt wurde. 1957 wurde die neu erbaute Kapelle eingeweiht.

### Rektor der Benediktinerinnen des Unbefleckten Herzens Mariens und Tod
Von 1950 bis 1963 engagierte sich Schachinger in der Marienlegion (zuletzt Leiter der Curie Wels), dann in der Bewegung für eine bessere Welt von Riccardo Lombardi. Schachinger war ab 1946 Geistlicher Rat, ab 1953 Konsistorialrat. 1960 wurde er Ehrenbürger von Steinerkirchen. 1963 wurde sein 40-jähriges Priesterjubiläum feierlich begangen. Als seine Kongregation 1968 in die Österreichische Benediktinerkonföderation aufgenommen wurde, gab er sein Amt als Spiritual und Rektor der Gemeinschaft aus Krankheitsgründen an Richard Weberberger ab und kehrte als einfacher Mönch in das Stift Kremsmünster zurück. Er starb dort 1974 an den Folgen eines im Jahr zuvor erlittenen Gehirnschlags. Sein Grab befindet sich auf dem Klosterfriedhof von Steinerkirchen.

## Werke
- Der Laienapostel in der Schule des hl. Benedikt. Paulus-Verlagsanstalt, Graz 1925.
- Benediktiner Apostolat Subiaco, Kremsmünster. Werden und Schaffen. Kremsmünster 1933.
- Die Apostolische Stunde. Handbüchlein für gemeinsames Beten und Singen bei der Apostolischen Stunde. Kremsmünster 1934, Linz 1936.
- Tag Gottes. Gemeinschaftsgebete für die Tage der Einkehr. Für Familie und Heim. Pressverein, Linz 1935.
- Geistliche Genossenschaft der Karitas-Oblaten vom heiligen Benedikt. Kremsmünster 1937.
- In Geist und Wahrheit beten. Weihnachtssegensgruß. Kremsmünster 1938.
- Tag Gottes zum Fastenbeginn. Kremsmünster 1939.
- Das Brot des Lebens. Segensgruß von Subiaco. Kremsmünster 1939.
- St. Benedikts Weihe an Maria. Segensgruß aus Subiaco. Lichtner, Wien 1940.
- Der Heilige Geist in St. Benediktus. Segensgruß aus Subiaco. Kremsmünster 1940.
- Die Ehe im göttlichen Weltplan. Reisinger, Wels 1948. Hacker, München 1948.
- Die Gosauer Lisi. Eine selten begnadigte Sühneseele aus unseren Tagen. Reisinger, Wels 1948, 1950.
- Sieg und Rettung. Familienweihe an das Unbefleckte Herz Mariens. Katholische Schriftenmission, Linz 1949.
- Im Heerbann Mariens. Stift Kremsmünster ein Vierteljahrhundert im Dienste der katholischen Aktion. Bericht und Aufruf. Ober-Österreichischer Landesverlag 1950.
- Die Legion Mariens in lebendiger Pfarrgemeinde. Ein Eingreifen der „großen Frau“ in das weltgeschichtliche Geschehen der Gegenwart. Veritas, Linz 1957, 1959.
- Maria Monika. Jugend-Übermut und Martyrium der Liebe. Lebensbild einer Weltoblatin vom hl. Benedikt der Abtei Kremsmünster, hrsg. von den Benediktinerinnen des Unbefleckten Herzens Mariae. Veritas, Linz 1959 (Biographie seiner Mutter).
- Mailesungen im Lichte der Geschehnisse in Fatima. Veritas, Wien/Linz/Passau 1967.